# Abra prismatica
Abra prismatica är en musselart som först beskrevs av Montagu 1808.  Abra prismatica ingår i släktet Abra och familjen Semelidae. Enligt den svenska rödlistan är arten nära hotad i Sverige. Arten förekommer i Götaland. Artens livsmiljö är havet. Inga underarter finns listade i Catalogue of Life.